# Pietro Martínez y Rubio
Pietro Jerónimo Martínez y Rubio (Ródenas, 1614 – Palermo, 22 novembre 1667) è stato un arcivescovo cattolico spagnolo.

## Biografia
Nacque a Ródenas, nell'allora diocesi di Albarracín in Spagna.
Si laureò in giurisprudenza a Saragozza nel 1632.
Proposto dal re Filippo III di Sicilia il 22 settembre 1656, fu nominato arcivescovo metropolita di Palermo da papa Alessandro VII il 15 gennaio 1657. Ricevette l'ordinazione episcopale il 2 aprile successivo dal cardinale Francesco Barberini, segretario della Congregazione della Romana e Universale Inquisizione, co-consacranti Francesco Gonzaga, vescovo di Cariati e Cerenzia, e Patrizio Donati, già vescovo di Minori.
Morì il 22 novembre 1667 dopo più di dieci anni di governo pastorale dell'arcidiocesi.

## Genealogia episcopale e successione apostolica
La genealogia episcopale è:
- Cardinale Guillaume d'Estouteville, O.S.B.Clun.
- Papa Sisto IV
- Papa Giulio II
- Cardinale Raffaele Riario
- Papa Leone X
- Papa Paolo III
- Cardinale Francesco Pisani
- Cardinale Alfonso Gesualdo
- Papa Clemente VIII
- Cardinale Pietro Aldobrandini
- Cardinale Laudivio Zacchia
- Cardinale Antonio Barberini, O.F.M.Cap.
- Cardinale Girolamo Colonna
- Cardinale Francesco Barberini
- Arcivescovo Pietro Martínez y Rubio

La successione apostolica è:
- Vescovo Francesco Arata (1663)